# Magnolia × soulangeana
A Magnolia × soulangeana a liliomfafélék (Magnoliaceae) családjába tartozó kínai liliomfa (M. liliiflora) és a Jülan-liliomfa (M. denudata) hibridje. Az egyik legkedveltebb és legelterjedtebb liliomfa. Gyakran összetévesztik a tulipánfával (Liriodendron tulipifera).

## Leírása
3–6 méteresre növő, terebélyes cserje, ami néha többtörzses fácskává nő. Koronája laza, széles, többnyire már a talaj fölött sűrűn elágazik. Virágait áprilistól, lombfakadás előtt hozza. Nagy, húsos szirmú, a tulipánéhoz hasonló, április-májusban nyíló virágai miatt kedvelik. Hibrid létére csíraképes magokat érlel, de a magoncok csak alanynak valók, mert bizonytalanul virágoznak, és későn fordulnak termőre.

## Fajtái
- 'Brozzonii' - kúpos koronájú, hosszú ideig - tavasz végétől nyár derekáig - virágzó fa. Fehér, tövüknél rózsás árnyalatú virágai 25 cm átmérőjűek.
- 'Picture' - kevésbé terebélyes, inkább karcsú koronájú fa. Lepellevelei erősen bíbor árnyalatúak, a lepellevél szegélye csaknem fehér.
- 'Rustica Rubra' - serleg alakú virágokat hozó fajta. A lepellevelek töve, különösen a külső felszínen sötétebb árnyalatú, csúcsa világosabb, krémszínű. Az első virágok a lombfakadás előtt nyílnak.

## Képek

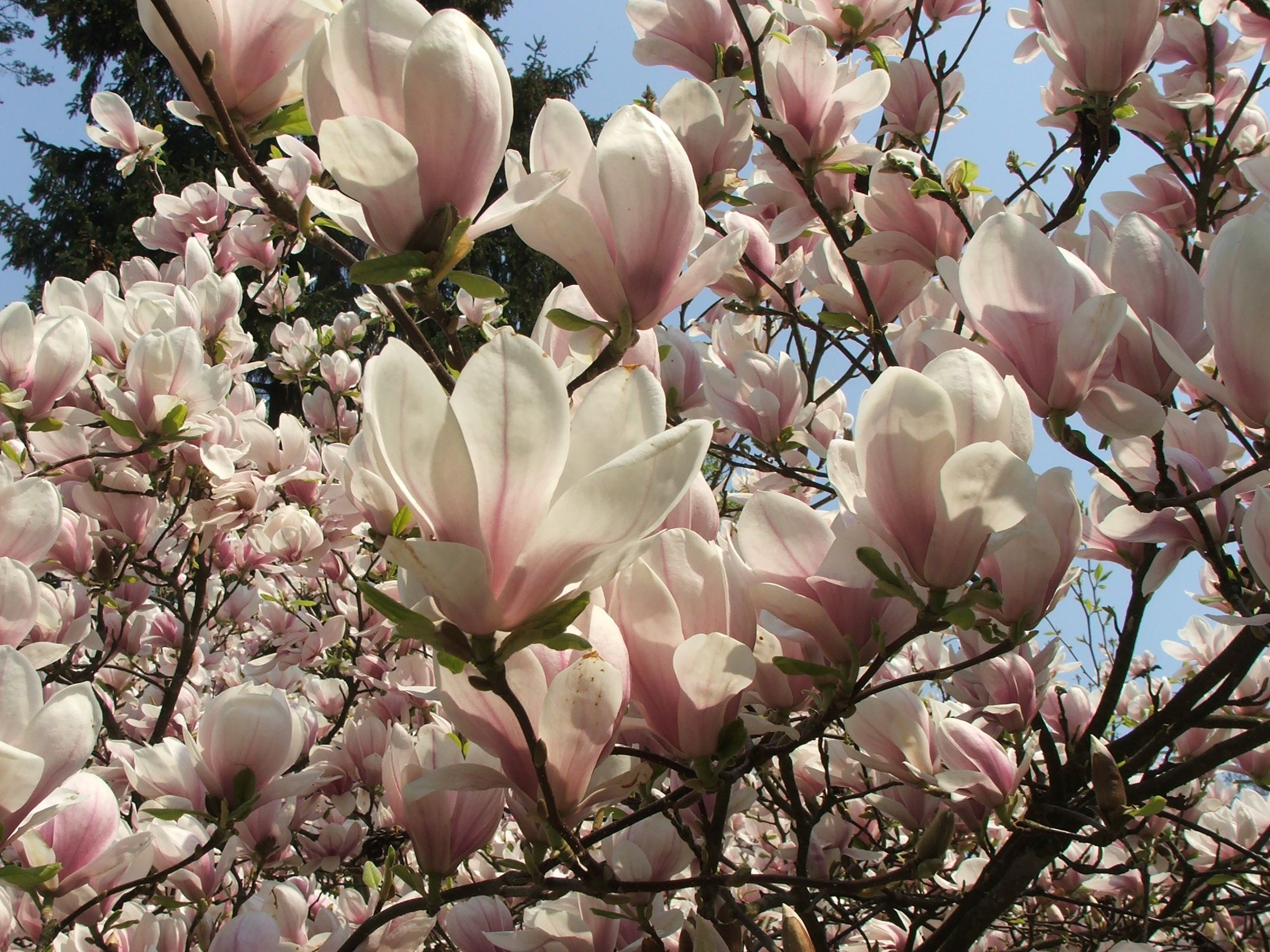
Virágai
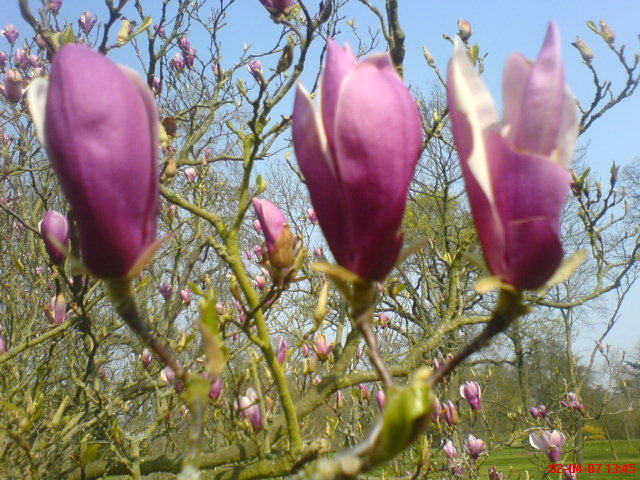
Bimbói
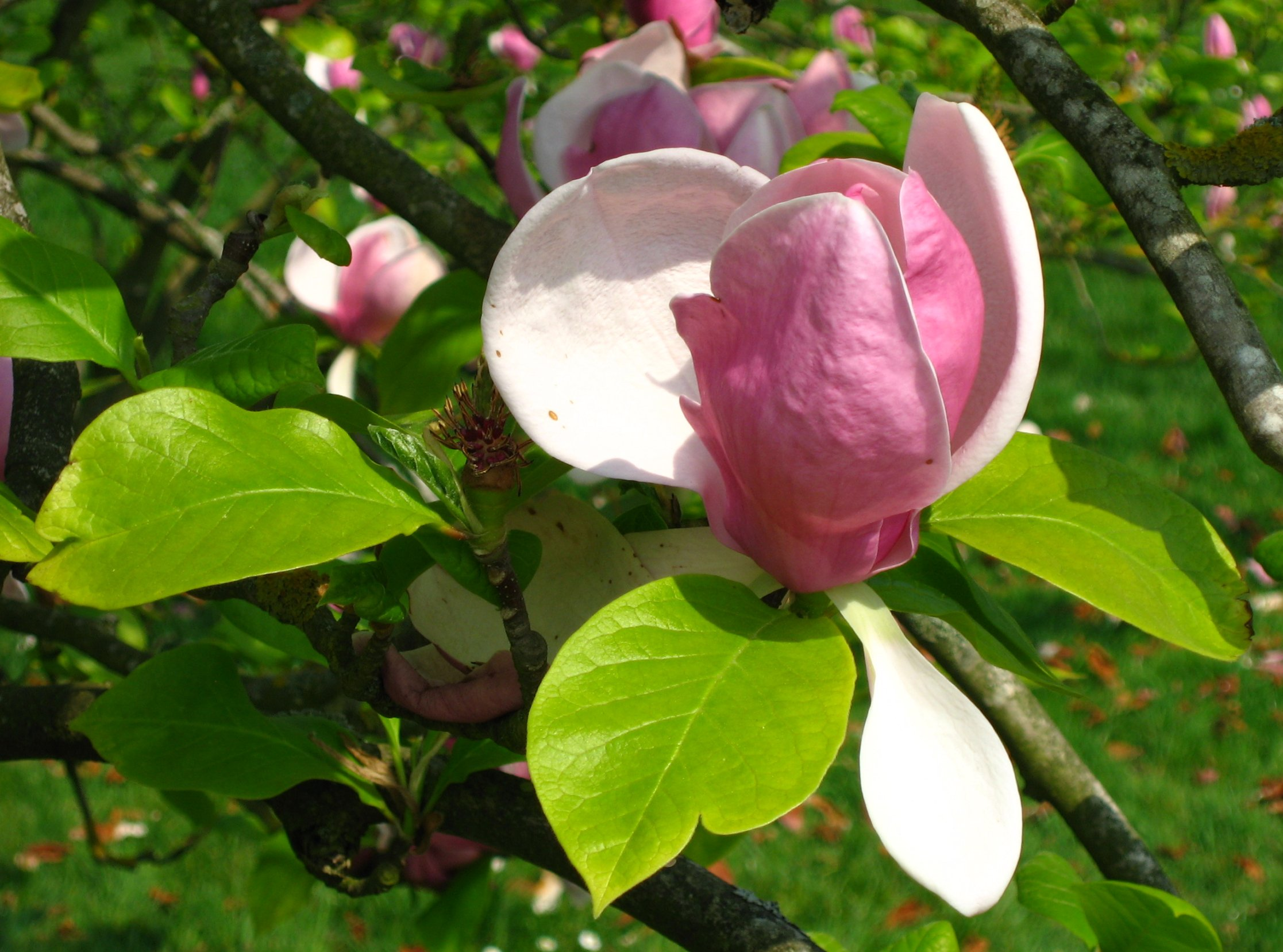
'Rustica Rubra' fajta
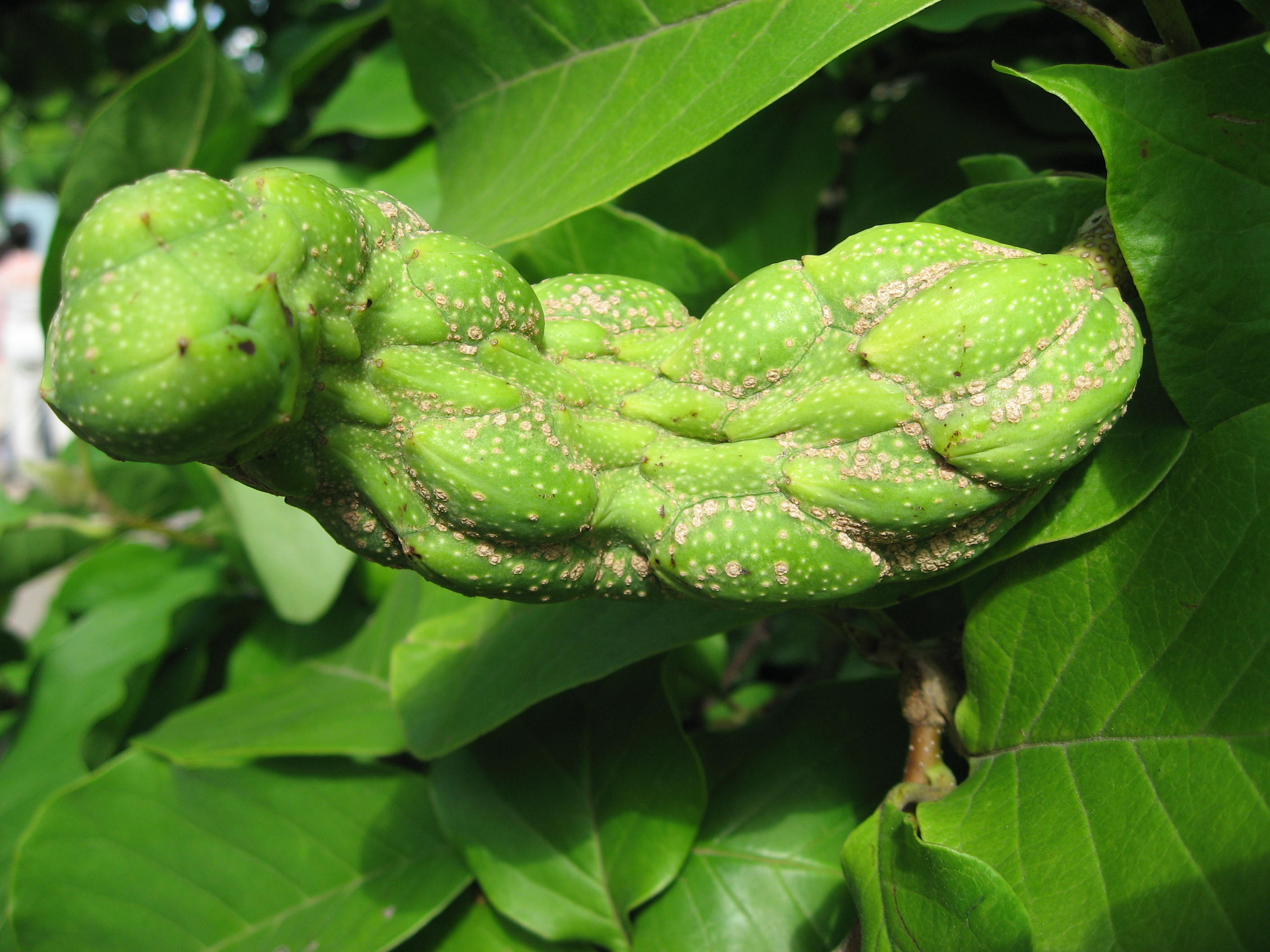
Termése